# 段燿然
段燿然（？—？），字潜之，山西平阳府洪洞县人，明末清初官员。

## 生平
崇祯九年（1636年）丙子科山西乡试舉人，十三年（1640年）庚辰科進士，工部观政，本年授长垣县知县。

## 家族
兄段煥然，天啓四年举人，官安定知县。